# Ernő Poeltenberg
Ernő Poeltenberg (20. února 1808, Vídeň – 6. října 1849, Arad) byl generál maďarské revoluce 1848-49, byl popraven vojenským soudem v Aradu a je považován za jednoho z Aradských mučedníků.

## Rodina
Narodil se do rodiny bohatého rakouského právníka Leopolda Poelta Poeltenberga a měl dvě sestry: Wilhelminu a Amálii.
Se svojí manželkou Paulou Kakovszkou měl syna Guida a dcery Helenu a Ilonu.

## Život
V roce 1830 se přihlásil do císařské armády a v ní sloužil 18 let. V roce 1848 podpořil maďarskou revoluci a přidal se ke vzbouřencům.
Byl pověřen boji proti chorvatskému bánovi Jelačićovi.
V roce 1849 byl povýšen na generála.
Na konci války dostal za úkol vyjednávat s carskou armádou.
Poté byl zatčen a vojenským soudem v Aradu odsouzen k smrti.
Je mu připisován citát:
| „ | K Bohu míří krásná deputace, aby zastupovala případ Maďarů! | “ |